# How to Get Away with Murder (6.ª temporada)
A sexta e última temporada da série de televisão americana How to Get Away with Murder foi encomendada em maio de 2019 pela ABC. Como nas temporadas anteriores, foi composta por 15 episódios, devido a um acordo feito com Viola Davis, de que a série seria limitada a apenas 15 ou 16 episódios por temporada. A temporada estreou em 26 de setembro de 2019 e foi concluída em 14 de maio de 2020.

## Elenco e personagens
| - Viola Davis como Annalise Keating - Billy Brown como Nate Lahey - Jack Falahee como Connor Walsh - Rome Flynn como Gabriel Maddox - Aja Naomi King como Michaela Pratt - Matt McGorry como Asher Millstone - Conrad Ricamora como Oliver Hampton - Amirah Vann como Tegan Price - Charlie Weber como Frank Delfino - Liza Weil como Bonnie Winterbottom | - Marsha Stephanie Blake como Vivian Maddox - William R. Moses como Agente Especial Lanford - Jennifer Jalene como Agente Avery Norris - Ray Campbell como Solomon Vick - Tom Verica como Sam Keating - Karla Souza como Laurel Castillo - Kelen Coleman como Chloe Millstone - Gerardo Celasco como Xavier Castillo - Mercedes Mason como Cora Duncan - Cas Anvar como Robert Hsieh - Quei Tann como Peyton Osborn - Jennifer Parsons como Lydia Millstone | - Emily Bergl como Sally - Kathleen Quinlan como Britt - Esai Morales como Jorge Castillo - Jessica Marie Garcia como Rhonda Navarro - Dijon Talton como Ravi - Laura Innes como Lynne Birkhead - Deborah Levin como Sara Gordon - Tess Harper como Sheila Miller - Teya Patt como Paula Gladden - Cicely Tyson como Ophelia Harkness - Alfred Enoch como Wes Gibbins |

## Episódios
| N.º na série | N.º na temp. | Título | Dirigido por      | Escrito por                        | Exibição original      | Audiência (milhões) |
| ------------ | ------------ | --- | ----------------- | ---------------------------------- | ---------------------- | ------------------- |
| 76           | 1            | "Say Goodbye" "Digam adeus" (BR)                                                                          | Stephen Cragg     | Sarah L. Thompson                  | 26 de setembro de 2019 | 2.43                |
| 77           | 2            | "Vivian's Here" "Vivian está aqui" (BR)                                                                   | Mike Smith        | Michael Russo                      | 3 de outubro de 2019   | 2.56                |
| 78           | 3            | "Do You Think I'm a Bad Man?" "Você acha que sou um homem ruim?" (BR)                                     | Catriona McKenzie | Daniel Robinson                    | 10 de outubro de 2019  | 2.23                |
| 79           | 4            | "I Hate the World" "Eu odeio o mundo" (BR)                                                                | Scott Printz      | Matthew Cruz                       | 17 de outubro de 2019  | 2.10                |
| 80           | 5            | "We're All Gonna Die" "Todos nós vamos morrer" (BR)                                                       | Felix Alcala      | Sara Rose Feinberg                 | 24 de outubro de 2019  | 2.25                |
| 81           | 6            | "Family Sucks" "Família é uma droga" (BR)                                                                 | Laura Innes       | Vanessa James Benton               | 31 de outubro de 2019  | 2.16                |
| 82           | 7            | "I'm the Murderer" "Sou o assassino" (BR)                                                                 | Lily Mariye       | Laurence Andries                   | 7 de novembro de 2019  | 2.21                |
| 83           | 8            | "I Want to Be Free" "Quero ser livre" (BR)                                                                | Alrick Riley      | Hadi Nicholas Deeb                 | 14 de novembro de 2019 | 2.28                |
| 84           | 9            | "Are You the Mole?" "Você é a informante?" (BR)                                                           | Stephen Cragg     | Maisha Closson                     | 21 de novembro de 2019 | 2.16                |
| 85           | 10           | "We're Not Getting Away With It" "Não vamos nos safar desta" (BR)                                         | Sheelin Choksey   | Tess Leibowitz                     | 2 de abril de 2020     | 2.91                |
| 86           | 11           | "The Reckoning" "O acerto de contas" (BR)                                                                 | DeMane Davis      | Inda Craig-Galvan                  | 9 de abril de 2020     | 2.78                |
| 87           | 12           | "Let's Hurt Him" "Vamos pegá-lo" (BR)                                                                     | Janice Cooke      | Daniel Robinson & Matthew Cruz     | 16 de abril de 2020    | 2.81                |
| 88           | 13           | "What If Sam Wasn't the Bad Guy This Whole Time?" "E se Sam não tiver sido o vilão esse tempo todo?" (BR) | Dawn Wilkinson    | Ricardo C. Lara                    | 30 de abril de 2020    | 2.77                |
| 89           | 14           | "Annalise Keating Is Dead" "Annalise Keating está morta" (BR)                                             | John Terlesky     | Sarah L. Thompson & Tess Leibowitz | 7 de maio de 2020      | 2.69                |
| 90           | 15           | "Stay" "Fique" (BR)                                                                                       | Stephen Cragg     | Peter Nowalk                       | 14 de maio de 2020     | 3.20                |

## Produção

### Desenvolvimento
A ABC renovou How to Get Away with Murder em 10 maio de 2019. Após rumores iniciais, foi anunciado em 11 de julho de 2019 que a série terminaria nessa temporada.

### Roteiro
Além dos planos de acompanhar o cliffhanger da temporada anterior sobre o paradeiro de Laurel Castillo e seu filho, outras histórias devem ser exibidas na sexta temporada, incluindo o passado de Tegan Price, o pai de Michaela e seu relacionamento com Annalise e a vida de Vivian Maddox. De acordo com o criador da série, Peter Nowalk, "Todo crime [que for praticado] será praticado, será respondido e [o criminoso] terá que ser pago por isso," ele diz. "Cada personagem terá que decidir o que está disposto a fazer e ver se está disposto a vender outras pessoas."
De acordo com a TVLine, um mistério diferente será introduzido até o final da estreia da temporada. "Haverá um flashforward no primeiro episódio," Nowalk compartilha que "É um mistério muito grande, o maior que já fizemos. Isso nos leva a entrar em um trem de alta velocidade [indo] ao final do show." Enquanto isso, Annalise está "em mau estado" após o desaparecimento de Laurel, e Nowalk diz "vamos ver qual é a versão de Annalise que vai desmoronar". Além disso, a investigação em andamento do FBI sobre Annalise e companhia "está na frente e no centro". Nowalk provoca, "Eles sabem muito, claramente. A questão é: eles têm provas para finalmente acusá-los? E quem eles vão cobrar?" Além disso, um dos pais biológicos de Michaela entrará em cena em uma história que Nowalk descreve como "muito distorcida, mas também muito emocional e surpreendente. Eu não acho que os pais serão alguém que você esperaria".

### Casting
Timothy Hutton foi deixado de fora da lista do elenco no comunicado de imprensa da sexta temporada da ABC, então inicialmente não se sabia se ele retornaria para a parte final. Além disso, Hutton foi escalado para um piloto que estrearia em 2019. A estreia da temporada acabou confirmando a saída de Hutton, com Emmett Crawford morrendo de envenenamento.
Em 27 de setembro de 2019, na noite seguinte à estreia da temporada, confirmou-se que Karla Souza, que interpreta Laurel Castillo desde o início da série, também saiu do elenco regular, coincidindo com o desaparecimento de Laurel e seu filho no final da temporada anterior.
Em entrevista ao TV Insider, Nowalk disse, "Também teremos ótimas estrelas convidadas. O que mais me empolga é Marsha Stephanie Blake, que recebeu uma indicação ao Emmy por When They See Us. Ela desempenha um grande papel misterioso".

## Recepção

### Resposta da crítica
Revendo o primeiro episódio, Maureen Lee Lenker, da Entertainment Weekly, elogiou o desempenho de Viola Davis, escrevendo, "Nunca nos cansaremos de vê-la se entregar semana após semana. Para ser sincero, é provavelmente o que mais sentiremos falta do programa." Kayla Kumari Upadhyaya do The A.V. Club atribuiu ao primeiro episódio uma classificação "B +", afirmando "Faria sentido [a série] sair completamente dos trilhos uma última vez em sua temporada final, especialmente porque ela tenta tecer todas as histórias que ainda estão abertas. Mas talvez essa seja finalmente a temporada em que o programa não se perca em sua própria loucura."

### Audiência
| №  | Título                                            | Exibição original      | Rating/share (18–49) | Audiência (em milhões) | DVR (18–49) | Audiência em DVR (milhões) | Total (18–49) | Audiência total (em milhões) |
| -- | ------------------------------------------------- | ---------------------- | -------------------- | ---------------------- | ----------- | -------------------------- | ------------- | ---------------------------- |
| 1  | "Say Goodbye"                                     | 26 de setembro de 2019 | 0.6/3                | 2.43                   | 0.6         | 1.98                       | 1.2           | 4.41                         |
| 2  | "Vivian's Here"                                   | 3 de outubro de 2019   | 0.5/3                | 2.56                   | 0.6         | 1.85                       | 1.1           | 4.41                         |
| 3  | "Do You Think I'm a Bad Man?"                     | 10 de outubro de 2019  | 0.5/3                | 2.23                   | 0.6         | 1.79                       | 1.1           | 4.02                         |
| 4  | "I Hate the World"                                | 17 de outubro de 2019  | 0.4/2                | 2.10                   | 0.6         | 1.76                       | 1.0           | 3.86                         |
| 5  | "We're All Gonna Die"                             | 24 de outubro de 2019  | 0.5/3                | 2.25                   | 0.5         | 1.76                       | 1.0           | 4.01                         |
| 6  | "Family Sucks"                                    | 31 de outubro de 2019  | 0.4/2                | 2.16                   | 0.5         | 1.71                       | 0.9           | 3.86                         |
| 7  | "I'm the Murderer"                                | 7 de novembro de 2019  | 0.4/2                | 2.21                   | 0.6         | 1.92                       | 1.0           | 4.13                         |
| 8  | "I Want to Be Free"                               | 14 de novembro de 2019 | 0.5/2                | 2.28                   | 0.5         | 1.73                       | 1.0           | 4.01                         |
| 9  | "Are You the Mole?"                               | 21 de novembro de 2019 | 0.4/2                | 2.16                   | 0.6         | 1.72                       | 1.0           | 3.88                         |
| 10 | "We're Not Getting Away With It"                  | 2 de abril 2020        | 0.6                  | 2.91                   | 0.6         | 1.78                       | 1.2           | 4.70                         |
| 11 | "The Reckoning"                                   | 9 de abril de 2020     | 0.6                  | 2.78                   | 0.5         | 1.75                       | 1.1           | 4.53                         |
| 12 | "Let's Hurt Him"                                  | 16 de abril de 2020    | 0.6                  | 2.81                   | 0.5         | 1.57                       | 1.1           | 4.38                         |
| 13 | "What If Sam Wasn't the Bad Guy This Whole Time?" | 30 de abril de 2020    | 0.6                  | 2.77                   | 0.6         | 1.78                       | 1.2           | 4.54                         |
| 14 | "Annalise Keating Is Dead"                        | 7 de maio de 2020      | 0.5                  | 2.69                   | 0.6         | 1.70                       | 1.1           | 4.39                         |
| 15 | "Stay"                                            | 14 de maio de 2020     | 0.7                  | 3.20                   | 0.5         | 1.71                       | 1.2           | 4.91                         |